# Ausztria az 1988. évi téli olimpiai játékokon
Ausztria a kanadai Calgaryban megrendezett 1988. évi téli olimpiai játékok egyik részt vevő nemzete volt. Az országot az olimpián 10 sportágban 81 sportoló képviselte, akik összesen 10 érmet szereztek.

## Érmesek
| Érem  | Versenyző                                           | Sportág          | Versenyszám                  |
| ----- | --------------------------------------------------- | ---------------- | ---------------------------- |
| Arany | Hubert Strolz                                       | Alpesisí         | Férfi összetett              |
| Arany | Sigrid Wolf                                         | Alpesisí         | Női szuperóriás-műlesiklás   |
| Arany | Anita Wachter                                       | Alpesisí         | Női összetett                |
| Ezüst | Hubert Strolz                                       | Alpesisí         | Férfi óriás-műlesiklás       |
| Ezüst | Helmut Mayer                                        | Alpesisí         | Férfi szuperóriás-műlesiklás |
| Ezüst | Bernhard Gstrein                                    | Alpesisí         | Férfi összetett              |
| Ezüst | Klaus Sulzenbacher                                  | Északi összetett | Egyéni                       |
| Ezüst | Michael Hadschieff                                  | Gyorskorcsolya   | Férfi 10 000 m               |
| Bronz | Hansjörg Aschenwald Günther Csar Klaus Sulzenbacher | Északi összetett | Csapat                       |
| Bronz | Michael Hadschieff                                  | Gyorskorcsolya   | Férfi 1500 m                 |

## Alpesisí
Férfi
| Versenyző              | Versenyszám            | 1. futam      | 1. futam      | 2. futam      | 2. futam      | Összesítés | Összesítés |
| Versenyző              | Versenyszám            | Idő           | Hely.         | Idő           | Hely.         | Idő        | Helyezés   |
| ---------------------- | ---------------------- | ------------- | ------------- | ------------- | ------------- | ---------- | ---------- |
| Bernhard Gstrein       | Műlesiklás             | 51,87         | 5.            | 48,21         | 5.            | 1:40,08    | 4.         |
| Günther Mader          | Lesiklás               |               |               |               |               | 2:03,96    | 19.        |
| Günther Mader          | Műlesiklás             | 52,69         | 10.           | nem ért célba | nem ért célba | kiesett    | kiesett    |
| Günther Mader          | Óriás-műlesiklás       | 1:06,74       | 15.           | 1:03,30       | 10.           | 2:10,04    | 11.        |
| Günther Mader          | Szuperóriás-műlesiklás |               |               |               |               | 1:41,96    | 5.*        |
| Helmut Mayer           | Óriás-műlesiklás       | 1:06,32       | 10.           | 1:02,77       | 3.            | 2:09,09    | 7.         |
| Helmut Mayer           | Szuperóriás-műlesiklás |               |               |               |               | 1:40,96    |            |
| Rudolf Nierlich        | Műlesiklás             | nem ért célba | nem ért célba | kiesett       | kiesett       | kiesett    | kiesett    |
| Rudolf Nierlich        | Óriás-műlesiklás       | 1:05,75       | 5.            | 1:03,17       | 9.            | 2:08,92    | 5.         |
| Gerhard Pfaffenbichler | Lesiklás               |               |               |               |               | 2:02,02    | 5.         |
| Thomas Stangassinger   | Műlesiklás             | 52,42         | 8.            | nem ért célba | nem ért célba | kiesett    | kiesett    |
| Anton Steiner          | Lesiklás               |               |               |               |               | 2:02,19    | 7.         |
| Leonhard Stock         | Lesiklás               |               |               |               |               | 2:01,56    | 4.         |
| Leonhard Stock         | Szuperóriás-műlesiklás |               |               |               |               | 1:42,36    | 8.         |
| Hubert Strolz          | Óriás-műlesiklás       | 1:05,05       | 2.            | 1:02,36       | 1.            | 2:07,41    |            |
| Hubert Strolz          | Szuperóriás-műlesiklás |               |               |               |               | 1:41,11    | 4.         |

| Versenyző            | Versenyszám | Lesiklás | Lesiklás | Lesiklás | Műlesiklás    | Műlesiklás    | Műlesiklás | Műlesiklás | Műlesiklás | Műlesiklás | Műlesiklás | Összesítés | Összesítés |
| Versenyző            | Versenyszám | Lesiklás | Lesiklás | Lesiklás | 1. futam      | 1. futam      | 2. futam   | 2. futam   | Össz.      | Össz.      | Össz.      | Összesítés | Összesítés |
| Versenyző            | Versenyszám | Idő      | Pont     | Hely.    | Idő           | Hely.         | Idő        | Hely.      | Idő        | Pont       | Hely.      | Pont       | Helyezés   |
| -------------------- | ----------- | -------- | -------- | -------- | ------------- | ------------- | ---------- | ---------- | ---------- | ---------- | ---------- | ---------- | ---------- |
| Bernhard Gstrein     | Összetett   | 1:50,20  | 36,43    | 15.      | 43,17         | 3.            | 42,65      | 3.         | 1:25,82    | 7,02       | 3.         | 43,45      |            |
| Günther Mader        | Összetett   | 1:49,56  | 29,36    | 11.      | nem ért célba | nem ért célba | kiesett    | kiesett    | kiesett    | kiesett    | kiesett    | kiesett    | kiesett    |
| Thomas Stangassinger | Összetett   | 1:54,70  | 86,10    | 34.      | 44,76         | 11.           | 42,93      | 7.         | 1:27,69    | 21,77      | 9.         | 107,87     | 13.        |
| Hubert Strolz        | Összetett   | 1:48,51  | 17,77    | 5.       | 44,56         | 9.            | 42,75      | 4.         | 1:27,31    | 18,78      | 7.         | 36,55      |            |

Női
| Versenyző          | Versenyszám            | 1. futam      | 1. futam      | 2. futam | 2. futam | Összesítés    | Összesítés    |
| Versenyző          | Versenyszám            | Idő           | Hely.         | Idő      | Hely.    | Idő           | Helyezés      |
| ------------------ | ---------------------- | ------------- | ------------- | -------- | -------- | ------------- | ------------- |
| Sylvia Eder        | Szuperóriás-műlesiklás |               |               |          |          | 1:22,39       | 25.           |
| Elisabeth Kirchler | Lesiklás               |               |               |          |          | 1:27,19       | 8.            |
| Elisabeth Kirchler | Szuperóriás-műlesiklás |               |               |          |          | 1:21,16       | 15.           |
| Petra Kronberger   | Lesiklás               |               |               |          |          | 1:27,03       | 6.            |
| Petra Kronberger   | Óriás-műlesiklás       | 1:02,41       | 23.           | 1:09,90  | 16.      | 2:12,31       | 14.           |
| Ida Ladstätter     | Műlesiklás             | 49,71         | 4.            | 49,88    | 10.      | 1:39,59       | 6.            |
| Ulrike Maier       | Műlesiklás             | 50,94         | 13.           | 49,60    | 9.       | 1:40,54       | 10.           |
| Ulrike Maier       | Óriás-műlesiklás       | 1:01,41       | 15.           | 1:06,69  | 2.       | 2:08,10       | 6.            |
| Roswitha Steiner   | Műlesiklás             | 50,43         | 10.           | 48,34    | 2.       | 1:38,77       | 4.            |
| Anita Wachter      | Lesiklás               |               |               |          |          | nem ért célba | nem ért célba |
| Anita Wachter      | Műlesiklás             | nem ért célba | nem ért célba | kiesett  | kiesett  | kiesett       | kiesett       |
| Anita Wachter      | Óriás-műlesiklás       | 1:00,23       | 3.            | 1:08,15  | 9.       | 2:08,38       | 7.            |
| Anita Wachter      | Szuperóriás-műlesiklás |               |               |          |          | 1:20,36       | 5.            |
| Sigrid Wolf        | Lesiklás               |               |               |          |          | nem ért célba | nem ért célba |
| Sigrid Wolf        | Óriás-műlesiklás       | nem ért célba | nem ért célba | kiesett  | kiesett  | kiesett       | kiesett       |
| Sigrid Wolf        | Szuperóriás-műlesiklás |               |               |          |          | 1:19,03       |               |

| Versenyző        | Versenyszám | Lesiklás      | Lesiklás      | Lesiklás      | Műlesiklás | Műlesiklás | Műlesiklás | Műlesiklás | Műlesiklás | Műlesiklás | Műlesiklás | Összesítés | Összesítés |
| Versenyző        | Versenyszám | Lesiklás      | Lesiklás      | Lesiklás      | 1. futam   | 1. futam   | 2. futam   | 2. futam   | Össz.      | Össz.      | Össz.      | Összesítés | Összesítés |
| Versenyző        | Versenyszám | Idő           | Pont          | Hely.         | Idő        | Hely.      | Idő        | Hely.      | Idő        | Pont       | Hely.      | Pont       | Helyezés   |
| ---------------- | ----------- | ------------- | ------------- | ------------- | ---------- | ---------- | ---------- | ---------- | ---------- | ---------- | ---------- | ---------- | ---------- |
| Sylvia Eder      | Összetett   | 1:19,68       | 49,69         | 19.           | 42,03      | 9.         | 43,88      | 12.        | 1:25,91    | 43,17      | 10.        | 92,86      | 12.        |
| Petra Kronberger | Összetett   | 1:18,36       | 29,32         | 10.           | 44,53      | 19.        | 43,25      | 7.         | 1:27,78    | 58,69      | 15.        | 88,01      | 11.        |
| Ulrike Maier     | Összetett   | nem ért célba | nem ért célba | nem ért célba | kiesett    | kiesett    | kiesett    | kiesett    | kiesett    | kiesett    | kiesett    | kiesett    | kiesett    |
| Anita Wachter    | Összetett   | 1:17,14       | 10,49         | 3.            | 40,68      | 3.         | 42,29      | 2.         | 1:22,97    | 18,76      | 2.         | 29,25      |            |

* - egy másik versenyzővel azonos eredményt ért el

## Biatlon
| Versenyző                                                          | Versenyszám      | Lövőhiba | Időeredmény | Helyezés |
| ------------------------------------------------------------------ | ---------------- | -------- | ----------- | -------- |
| Alfred Eder                                                        | 10 km sprint     | 2        | 27:57,3     | 40.      |
| Alfred Eder                                                        | 20 km egyéni     | 6        | 1:01:39,7   | 26.      |
| Bruno Hofstätter                                                   | 10 km sprint     | 1        | 27:02,8     | 23.      |
| Bruno Hofstätter                                                   | 20 km egyéni     | 4        | 1:01:05,1   | 24.      |
| Egon Leitner                                                       | 10 km sprint     | 2        | 27:42,4     | 37.      |
| Egon Leitner                                                       | 20 km egyéni     | 3        | 1:01:52,3   | 27.      |
| Franz Schuler                                                      | 10 km sprint     | 1        | 26:45,0     | 17.      |
| Franz Schuler                                                      | 20 km egyéni     | 8        | 1:03:24,5   | 36.      |
| Anton Lengauer-Stockner Bruno Hofstätter Franz Schuler Alfred Eder | 4 × 7,5 km váltó | 0        | 1:24:17,6   | 4.       |

## Bob
| Versenyző                                           | Versenyszám | 1. futam | 1. futam | 2. futam | 2. futam | 3. futam | 3. futam | 4. futam | 4. futam | Összesítés | Összesítés |
| Versenyző                                           | Versenyszám | Idő      | Hely.    | Idő      | Hely.    | Idő      | Hely.    | Idő      | Hely.    | Idő        | Helyezés   |
| --------------------------------------------------- | ----------- | -------- | -------- | -------- | -------- | -------- | -------- | -------- | -------- | ---------- | ---------- |
| Ingo Appelt Harald Winkler                          | Kettes      | 57,22    | 2.       | 59,83    | 12.      | 1:00,00  | 5.       | 59,44    | 9.       | 3:56,49    | 5.         |
| Peter Kienast Christian Mark                        | Kettes      | 58,19    | 13.      | 58,96    | 4.       | 1:00,48  | 12.      | 59,28    | 7.*      | 3:56,91    | 8.         |
| Peter Kienast Franz Siegl Christian Mark Kurt Teigl | Négyes      | 57,07    | 11.      | 57,40    | 4.       | 56,27    | 2.       | 57,91    | 8.       | 3:48,65    | 6.         |
| Ingo Appelt Josef Muigg Gerhard Redl Harald Winkler | Négyes      | 56,93    | 8.       | 57,51    | 5.       | 56,41    | 4.**     | 58,10    | 13.*     | 3:48,95    | 7.         |

* - egy másik csapattal azonos eredményt ért el

** - két másik csapattal azonos eredményt ért el

## Északi összetett
| Versenyző                                           | Versenyszám | Síugrás | Síugrás | Síugrás    | Sífutás   | Sífutás | Összesítés | Összesítés |
| Versenyző                                           | Versenyszám | Pont    | Hely.   | Időhátrány | Idő       | Hely.   | Idő        | Helyezés   |
| --------------------------------------------------- | ----------- | ------- | ------- | ---------- | --------- | ------- | ---------- | ---------- |
| Hansjörg Aschenwald                                 | Egyéni      | 214,1   | 7.      | +1:36,0    | 42:19,5   | 40.     | 43:55,5    | 24.        |
| Günther Csar                                        | Egyéni      | 196,2   | 25.     | +3:35,4    | 41:50,8   | 37.     | 45:26,2    | 34.        |
| Klaus Ofner                                         | Egyéni      | 208,9   | 11.     | +2:10,7    | 41:15,6   | 31.     | 43:26,3    | 22.        |
| Klaus Sulzenbacher                                  | Egyéni      | 228,5   | 1.      | –          | 39:46,5   | 17.     | 39:46,5    |            |
| Hansjörg Aschenwald Günther Csar Klaus Sulzenbacher | Csapat      | 626,6   | 2.      | +0:16,0    | 1:21:00,9 | 9.      | 1:21:16,9  |            |

## Gyorskorcsolya
Férfi
| Versenyző          | Versenyszám | Eredmény | Helyezés |
| ------------------ | ----------- | -------- | -------- |
| Christian Eminger  | 500 m       | 39,70    | 34.      |
| Christian Eminger  | 5000 m      | 6:57,22  | 20.      |
| Christian Eminger  | 10 000 m    | 14:30,21 | 19.      |
| Michael Hadschieff | 500 m       | 37,90    | 26.      |
| Michael Hadschieff | 1000 m      | 1:13,84  | 6.       |
| Michael Hadschieff | 1500 m      | 1:52,31  |          |
| Michael Hadschieff | 5000 m      | 6:48,72  | 5.       |
| Michael Hadschieff | 10 000 m    | 13:56,11 |          |
| Hunyady Emese      | 500 m       | 41,38    | 19.*     |
| Hunyady Emese      | 1000 m      | 1:22,22  | 16.      |
| Hunyady Emese      | 3000 m      | 4:27,56  | 14.      |

* - egy másik versenyzővel azonos eredményt ért el

## Jégkorong
| Osztrák férfi jégkorongcsapat-játékoskeret                                                                                 | Osztrák férfi jégkorongcsapat-játékoskeret                                                                                  | Osztrák férfi jégkorongcsapat-játékoskeret                                                                            |
| --- | --- | --- |
| - Thomas Cijan - Konrad Dorn - Kelvin Greenbank - Kurt Haranda - Bernard Hutz - Werner Kerth - Gert Kompajn - Günter Koren | - Rudolf König - Edward Lebler - Robert Mack - Manfred Mühr - Martin Platzer - Herbert Pök - Gerhard Puschnik - Peter Raffl | - Robin Sadler - Andreas Salat - Michael Shea - Hans Sulzer - Brian Stankiewicz - Silvester Szybisti - Peter Zhenalik |

### Eredmények
B csoport
| Csapat           | M | Gy | D | V | G+ | G– | Gk  | P  |
| ---------------- | - | -- | - | - | -- | -- | --- | -- |
| Szovjetunió      | 5 | 5  | 0 | 0 | 32 | 10 | +22 | 10 |
| NSZK             | 5 | 4  | 0 | 1 | 19 | 12 | +7  | 8  |
| Csehszlovákia    | 5 | 3  | 0 | 2 | 23 | 14 | +9  | 6  |
| Egyesült Államok | 5 | 2  | 0 | 3 | 27 | 27 | 0   | 4  |
| Ausztria         | 5 | 0  | 1 | 4 | 12 | 29 | –17 | 1  |
| Norvégia         | 5 | 0  | 1 | 4 | 11 | 32 | –21 | 1  |

| 1988. február 13. | Egyesült Államok (USA) | 10 – 6 (2–1, 4–0, 4–5) | Ausztria | Calgary |

|  |  |  |  |  |
|  |  |  |  |  |
|  |  |  |  |  |
|  |  |  |  |  |

| 1988. február 15. | Szovjetunió (URS) | 8 – 1 (3–1, 5–0, 0–0) | Ausztria | Calgary |

|  |  |  |  |  |
|  |  |  |  |  |
|  |  |  |  |  |
|  |  |  |  |  |

| 1988. február 17. | NSZK (FRG) | 3 – 1 (1–1, 1–0, 1–0) | Ausztria | Calgary |

|  |  |  |  |  |
|  |  |  |  |  |
|  |  |  |  |  |
|  |  |  |  |  |

| 1988. február 19. | Csehszlovákia (TCH) | 4 – 0 (2–0, 1–0, 1–0) | Ausztria | Calgary |

|  |  |  |  |  |
|  |  |  |  |  |
|  |  |  |  |  |
|  |  |  |  |  |

| 1988. február 21. | Ausztria (AUT) | 4 – 4 (1–1, 1–2, 2–1) | Norvégia | Calgary |

|  |  |  |  |  |
|  |  |  |  |  |
|  |  |  |  |  |
|  |  |  |  |  |

A 9. helyért
| 1988. február 23. | Ausztria (AUT) | 3 – 2 (0–1, 3–1, 0–0) | Lengyelország | Calgary |

|  |  |  |  |  |
|  |  |  |  |  |
|  |  |  |  |  |
|  |  |  |  |  |

| Csapat   | Helyezés |
| -------- | -------- |
| Ausztria | 9.       |

## Műkorcsolya
| Versenyző                   | Versenyszám | Kötelező elemek   | Kötelező elemek | Kötelező elemek | Rövid program     | Rövid program | Rövid program | Kűr               | Kűr   | Kűr         | Összesítés         | Összesítés |
| Versenyző                   | Versenyszám | Több. hely. száma | Hely.           | Hely. pont.     | Több. hely. száma | Hely.         | Hely. pont.   | Több. hely. száma | Hely. | Hely. pont. | Helyezési pontszám | Helyezés   |
| --------------------------- | ----------- | ----------------- | --------------- | --------------- | ----------------- | ------------- | ------------- | ----------------- | ----- | ----------- | ------------------ | ---------- |
| Kathrin Beck Christoff Beck | Jégtánc     | 8×5+              | 5.              | 2,0             | 7×5+              | 5.            | 3,0           | 8×5+              | 5.    | 5,0         | 10,0               | 5.         |

## Sífutás
Férfi
| Versenyző                                                    | Versenyszám     | Eredmény      | Helyezés      |
| ------------------------------------------------------------ | --------------- | ------------- | ------------- |
| André Blatter                                                | 15 km           | 45:15,2       | 32.           |
| André Blatter                                                | 50 km           | 2:10:43,6     | 19.           |
| Alois Schwarz                                                | 15 km           | 45:06,9       | 31.           |
| Alois Schwarz                                                | 30 km           | 1:29:34,4     | 18.           |
| Alois Schwarz                                                | 50 km           | 2:17:03,5     | 41.           |
| Alois Stadlober                                              | 15 km           | 45:38,5       | 36.           |
| Alois Stadlober                                              | 30 km           | 1:32:00,0     | 33.           |
| Alois Stadlober                                              | 50 km           | nem ért célba | nem ért célba |
| Johann Standmann                                             | 15 km           | 46:04,1       | 42.           |
| Johann Standmann                                             | 30 km           | 1:34:24,8     | 44.           |
| Johann Standmann                                             | 50 km           | 2:13:39,3     | 36.           |
| André Blatter Alois Schwarz Martin Standmann Alois Stadlober | 4 × 10 km váltó | 1:49:14,5     | 10.           |

Női
| Versenyző          | Versenyszám | Eredmény      | Helyezés      |
| ------------------ | ----------- | ------------- | ------------- |
| Hildegard Embacher | 5 km        | 17:18,6       | 45.           |
| Hildegard Embacher | 10 km       | 34:53,2       | 42.           |
| Hildegard Embacher | 20 km       | 1:07:35,1     | 50.           |
| Margot Kober       | 5 km        | 16:39,2       | 36.           |
| Margot Kober       | 10 km       | 33:22,2       | 34.           |
| Margot Kober       | 20 km       | nem ért célba | nem ért célba |
| Cornelia Sulzer    | 5 km        | 16:09,7       | 20.           |
| Cornelia Sulzer    | 10 km       | 32:17,1       | 26.           |
| Cornelia Sulzer    | 20 km       | 1:03:01,2     | 37.           |
| Maria Theurl       | 5 km        | 16:36,7       | 34.           |
| Maria Theurl       | 10 km       | nem ért célba | nem ért célba |

## Síugrás
| Versenyző                                                  | Versenyszám | 1. ugrás | 1. ugrás | 2. ugrás | 2. ugrás | Összesítés | Összesítés |
| Versenyző                                                  | Versenyszám | Pont     | Hely.    | Pont     | Hely.    | Pont       | Helyezés   |
| ---------------------------------------------------------- | ----------- | -------- | -------- | -------- | -------- | ---------- | ---------- |
| Andreas Felder                                             | Normálsánc  | 96,9     | 21.      | 95,2     | 9.       | 192,1      | 12.        |
| Andreas Felder                                             | Nagysánc    | 110,3    | 5.       | 93,6     | 6.       | 203,9      | 6.         |
| Heinz Kuttin                                               | Normálsánc  | 105,3    | 7.*      | 94,4     | 10.*     | 199,7      | 6.         |
| Heinz Kuttin                                               | Nagysánc    | 108,2    | 8.       | 85,3     | 21.      | 193,5      | 12.        |
| Günther Stranner                                           | Normálsánc  | 98,7     | 19.      | 87,9     | 29.**    | 186,6      | 20.        |
| Günther Stranner                                           | Nagysánc    | 106,7    | 10.      | 78,2     | 33.      | 184,9      | 20.        |
| Ernst Vettori                                              | Normálsánc  | 94,8     | 23.      | 86,7     | 36.      | 181,5      | 24.        |
| Ernst Vettori                                              | Nagysánc    | 94,1     | 31.*     | 82,5     | 26.      | 176,6      | 28.        |
| Ernst Vettori Heinz Kuttin Günther Stranner Andreas Felder | Csapat      | 287,2    | 5.       | 290,4    | 5.       | 577,6      | 5.         |

* - egy másik versenyzővel azonos eredményt ért el

** - két másik versenyzővel azonos eredményt ért el

## Szánkó
| Versenyző                             | Versenyszám | 1. futam | 1. futam | 2. futam | 2. futam | 3. futam | 3. futam | 4. futam | 4. futam | Összesítés | Összesítés |
| Versenyző                             | Versenyszám | Idő      | Hely.    | Idő      | Hely.    | Idő      | Hely.    | Idő      | Hely.    | Idő        | Helyezés   |
| ------------------------------------- | ----------- | -------- | -------- | -------- | -------- | -------- | -------- | -------- | -------- | ---------- | ---------- |
| Otto Mayregger                        | Férfi egyes | 46,777   | 10.      | 46,986   | 14.      | 46,925   | 11.      | 46,931   | 8.       | 3:07,619   | 9.         |
| Markus Prock                          | Férfi egyes | 46,637   | 8.       | 46,632   | 4.       | 47,637   | 22.      | 46,829   | 5.       | 3:07,735   | 11.        |
| Gerhard Sandbichler                   | Férfi egyes | 46,911   | 14.      | 46,990   | 15.      | kizárták | kizárták | kiesett  | kiesett  | kiesett    | kiesett    |
| Andrea Tagwerker                      | Női egyes   | 46,787   | 13.      | 47,140   | 13.      | 46,735   | 9.       | 46,839   | 14.      | 3:07,501   | 12.        |
| Georg Fluckinger Robert Manzenreiter  | Kettes      | 46,135   | 8.       | 46,229   | 3.       |          |          |          |          | 1:32,364   | 5.         |
| Gerhard Sandbichler Franz Lechleitner | Kettes      | 46,771   | 14.      | 46,691   | 9.       |          |          |          |          | 1:33,462   | 12.        |